# 1185년

## 연호
- 남송(南宋) 순희(淳熙) 12년
- 금(金) 대정(大定) 25년
- 일본(日本) 겐랴쿠(元暦) 2년 / 분지(文治) 원년
- 서하(西夏) 건우(乾祐) 16년
- 리 왕조(李朝) 찐푸(貞符) 10년

## 기년
- 남송(南宋) 효종(孝宗) 23년
- 금(金) 세종(世宗) 25년
- 고려(高麗) 명종(明宗) 15년
- 서하(西夏) 인종(仁宗) 46년
- 리 왕조(李朝) 고종(高宗) 10년

## 사건
- 단노우라 전투(壇ノ浦の戦い)